# Campionato panellenico di pallacanestro 1945-1946
Il campionato panellenico 1945-1946 è stata la 9ª edizione del massimo campionato greco di pallacanestro maschile. La vittoria finale è stata ad appannaggio del Panathīnaïkos.

## Risultati

### Stagione regolare
|    | Squadra        | G | V | P | PF  | PS  | Pt. |
| -- | -------------- | - | - | - | --- | --- | --- |
| 1. | Panathīnaïkos  | 3 | 3 | 0 | 123 | 89  | 9   |
| 2. | Sporting Atene | 3 | 2 | 1 | 125 | 100 | 7   |
| 3. | Panellīnios    | 3 | 1 | 2 | 98  | 113 | 5   |
| 4. | Tríton         | 3 | 0 | 3 | 99  | 143 | 3   |

| Campionato panellenico 1945-1946 |
| -------------------------------- |
| Panathīnaïkos 1º titolo          |

## Formazione vincitrice
| N° | Naz.              | Ruolo | Sportivo             |  | Alt. |  |
| -- | ----------------- | ----- | -------------------- |  | ---- |  |
|    | Grecia (bandiera) |       | Giannīs Lamprou      |  |      |  |
|    | Grecia (bandiera) |       | Missas Pantazopoulos |  |      |  |
|    | Grecia (bandiera) |       | Stelios Arvanitīs    |  |      |  |
|    | Grecia (bandiera) |       | Jack Nikolaidis      |  |      |  |
|    | Grecia (bandiera) |       | Giorgos Nikolaidis   |  |      |  |
|    | Grecia (bandiera) |       | Thymios Karadimos    |  |      |  |
|    | Grecia (bandiera) | All.  | Missas Pantazopoulos |  |      |  |